# Ingelstadgymnasiet

Ingelstadgymnasiet är en gymnasieskola i Ingelstad mellan Växjö och Tingsryd. Skolan ägs av Hushållningssällskapet.
Skolan ligger norr om Ingelstads samhälle, intill järnåldersgravfältet Inglinge hög. Skolan har en inriktning mot djur och natur och har cirka 200 elever. På skolan finns också en fritidsgård och en kravcertifierad skolmatsal 